# هری چمبرلین
هری چمبرلین (انگلیسی: Harry Chamberlin; ۱۹ مهٔ ۱۸۸۷ – ۲۹ سپتامبر ۱۹۴۴)سوارکار و چوگان‌باز اهل ایالات متحده آمریکا بود.